# بادی کی
بادی کی (انگلیسی: Buddy Kaye؛ ۳ ژانویه ۱۹۱۸ – ۲۱ نوامبر ۲۰۰۲) یک ترانه‌سرا، موسیقی‌دان، تهیه کننده، پدیدآور، نویسنده و ناشر اهل ایالات متحده آمریکا بود. وی آهنگ‌های خود را با نوازندگان برتری همچون فرانک سیناترا، سارا وان، داینه واشنگتن، الا فیتزجرالد، پری کومو، الویس پرسلی و داستی اسپرینگفیلد به اجرا گذاشته است.
مشارکت در نوشتن آهنگ مجموعه تلویزیونی خواب جینی را می‌بینم، از جملهٔ آثار شناخته‌شدهٔ وی است. در سال ۱۹۷۵، او جایزه گرمی را برای تولید بهترین آلبوم موسیقی کودکان به واسطهٔ آلبوم شازده کوچولو،  با اجرای ریچارد برتون به دست آورد.